# Juan Xiol Marchal
Joan Xiol i Marchal, más conocido como Juan Xiol Marchal, y a veces firmando también como Xiol Marchal o bien J. X. Marchal (Bilbao, 14 de septiembre de 1921-Barcelona, 1977), fue un director de cine y guionista vasco que desarrolló su producción artística en Cataluña.
Cursó estudios cinematográficos en el Institut des Hautes Études Cinematographiques de París. Pronto empezó a dirigir cortometrajes en Barcelona, ciudad en la que acabó instalándose en 1940. Después de dirigir algunos cortos, en 1946 rodó el largo El castillo de Rochal y a continuación Ramsá (1947), que no llegó a estrenarse. Posteriormente desarrolló una filmografía mayoritariamente ajustada a producciones de género y bajo presupuesto no exentas de oportunismo comercial.

## Filmografía
Fuente:
- El castillo de Rochal (1946)
- Ramsá (1947)
- ¿Milagro en la ciudad? (1953)
- Avenida de Roma, 66 (1956)
- La extranjera (1960)
- Sendas cruzadas (1962)
- Cinco pistolas de Texas (1965)
- Río maldito (1965)
- El hombre de Caracas (1968)
- Horas prohibidas (1968)
- La farsa (1968)
- Las camas de la serpiente (1970)
- Los farsantes del amor (1972)
- El precio del aborto (1975)
- Sexo, amor y fantasía (1976)
- Señora necesitada busca joven bien dotado (1979)